# Laura Asencio
Laura Asencio (Valence, 14 mei 1998) is een Franse wielrenster. Ze rijdt vanaf 2025 voor de wielerploeg Arkéa-B&B Hotels.
In 2020 werd Asencio Frans kampioene op de weg bij de beloften.

## Palmares
2020
 Frans kampioene op de weg, belofte

### Uitslagen in voornaamste wedstrijden
| Jaar | Amstel Gold Race | Luik-Bast.‑Luik |
| ---- | ---------------- | --------------- |
| 2023 | opgave           | opgave          |
| 2024 |                  | 78e             |

## Ploegen
- 2019 –  WNT-Rotor
- 2020 –  Ceratizit-WNT
- 2021 –  Ceratizit-WNT
- 2022 –  Ceratizit-WNT
- 2023 –  Ceratizit-WNT
- 2024 –  CERATIZIT-WNT Pro Cycling
- 2025 –  Arkéa-B&B Hotels

Asencio · Badegruber · Brauße (vanaf 1/7) · Brennauer · Ensing · Hammes · Koppenburg · Koster · Magnaldi · Pilote-Fortin · Rijkes · Santesteban · Soet · Teutenberg · Vieceli · Wild
Asencio · Brauße · Brennauer · Confalonieri · Hammes · Koster · Leth · Magnaldi · Rijkes · Santesteban · Soet · Teutenberg · Vieceli · Wild
Asencio · Banks · Brauße · Brennauer · Confalonieri · Hammes · Henttala · Lach · Leth · Magnaldi · Rijkes · Teutenberg · Vieceli · Wild
Alessio · Alonso · Archibald · Asencio · Brauße · Brennauer(tot 21/8) · Confalonieri · Ebere · Fidanza · Lach · Nilsson · Salazar · Schweinberger · Seidel · Teutenberg · Vieceli
Alonso · Archibald · Arzuffi · Asencio · Berton · Brauße · Ebere · A. Fidanza · M. Fidanza · Gill · Kerbaol · Lach · Nilsson · Schweinberger · Teutenberg · De Zoete
Alonso · Archibald · Arzuffi · Asencio · Berton · Brauße · Ebere · A. Fidanza · M. Fidanza · Jaskulska · Kerbaol · Lach · Schweinberger · Teutenberg · De Zoete